# 삼성 갤럭시 S6 액티브
삼성 갤럭시 S6 액티브(Samsung Galaxy S6 Active, 코드명: 프로젝트 제로)는 AT&T 네트워크를 위해 삼성전자가 개발한 안드로이드 스마트폰이다.
삼성 갤럭시 S6의 변종으로서 S6 액티브는 비슷한 사양을 포함하고 있지만 IP68 사양의 방수, 충격 방지, 방진 기능도 추가되고 있으며, 이외에 러그드 디자인을 취하고 있다. 2015년 6월 12일에 출시되었다.

## 출시
S6 액티브는 2015년 6월 12일 AT&T에 의해 미국에서 처음 출시되었으며, 색상은 그레이, 카모블루, 카모화이트로 출시되었고 모델 번호는 SM-G890A이다.

## 사양
S6 액티브는 옥타 코어 프로세서, 3GB의 램, 5.1인치 디스플레이를 포함하여 갤럭시 S6의 하드웨어 부품 대부분을 상속받는다. S6과 동일한 디스플레이를 사용하며 16메가픽셀 카메라를 갖추고 있다. 하드웨어 디자인은 S6와 비슷하지만 약간 더 두껍고 머텔릭 리벳을 갖추고 있고 S6처럼 물리 홈 키와 백/메뉴 키가 아닌 3개의 물리 내비게이션 키를 사용한다. S6 액티브는 S6와 비슷한 소프트웨어인 터치위즈가 포함된 안드로이드 5.0.2를 포함하고 있다. 3,500 mAh의 배터리는 S6보다 용량이 더 큰 것으로, 무선 충전을 지원한다. S6에 비해 액티브 존(Active Zone)이라는 추가 앱을 갖추고 있어서 나침반, 플래시라이트, 스톱워치, 날씨에 빠른 접근이 가능하다.

## 반응
더 버지의 S6 액티브 리뷰에서 일반 S6 대신 이 전화를 사용해야 하는 6가지 이유를 나열하였다:
- 방수, 충격 방지.
- S6에 비해 배터리 용량이 37% 더 많다.
- 액티브는 볼륨 로커(volume rocker) 상단 좌측에 버튼이 있어서 원하는 앱을 실을 실행하도록 구성할 수 있다.
- 종종 S6가 뜨겁게 동작하며 이 전화는 이에 비해 시원하게 동작하는 편이다.
- 일반 버전에 비해 10 달러 정도만 더 비싸다.
- S6와 동일한 성능 및 카메라를 갖추고 있다.

S6 액티브 대신 S6를 사용해야 하는 5가지 이유도 밝혔다:
- 액티브는 메탈이 아닌 플라스틱 케이스를 갖추고 있다.
- 액티브에 지문 스캐너가 없다.
- 액티브는 32 GB와 64 GB 모델로 출시된다.
- 액티브는 AT&T를 통해서만 구매가 가능하다.
- S6 액티브의 펌웨어와 보안 업데이트는 S6에 비해 발행 주기가 늦는 편이다.

## 같이 보기
- 삼성 갤럭시 S 시리즈
- 삼성 갤럭시 엑스커버 3
- 삼성 럭비 스마트